# NGC 6732-1
NGC 6732-1 is een elliptisch sterrenstelsel in het sterrenbeeld Draak. Het hemelobject werd op 16 oktober 1886 ontdekt door de Amerikaanse astronoom Lewis A. Swift.

## Synoniemen
- UGC 11381
- MCG 9-31-11
- ZWG 280.11
- PGC 62586